# Sorud

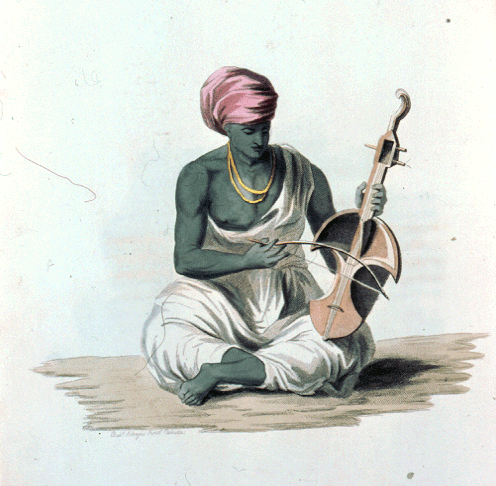
Joueur de sarinda.

La sorud, surando, saro (Pakistan), sarinda (Inde), proche du ghaychak ou gheychak en Iran, est une vièle rustique qu'on rencontre aussi au Népal et en Afghanistan, dont la forme et la taille est très variable, mais dont le principe reste identique. 
Une variété existe aussi en Asie centrale sous le nom de kobyz alors que le terme ghijak y désigne une variété de la vièle à pique kamânche. 
La sringara indienne n'en diffère que par la caisse de résonance ronde, large et très profonde, et le manche plus fin et plus long, plus proche du rabâb afghan.

## Lutherie
La sorud est taillée dans un bloc de bois massif (du murier ou du teck). Elle ressemble au sarangi, puisqu'une peau sert de table d'harmonie, mais la caisse de résonance à un aspect rond plutôt que carré, plus précisément la forme de deux demi-lunes dont les pointes se touchent, et dont la partie supérieure ne comporte pas de peau. Il y a trois ou quatre cordes de jeu et une douzaine de cordes sympathiques. Souvent des grelots sont incrustés soit sur la caisse soit sur l'archet. Il y a aussi souvent des décorations en métal repoussé sur l'instrument

## Jeu
La sorud est très similaire au sarangi dans le jeu également, puisque les cordes sont touchées sur le côté (et non appuyées par-dessus) afin d'en varier la longueur.
Toujours cantonné à la musique folklorique sauf en Asie centrale, cet instrument sert à des rituels extatiques et à opérer des guérisons au Balouchistan. 